# Akcja Bezpośrednia (Francja)

Logo organizacji

Akcja Bezpośrednia (fr. Action directe, AD) – francuska organizacja terrorystyczna.

## Historia
Powstała w 1979 roku z połączenia Grupy Internacjonalistycznej Akcji Rewolucyjnej (GARI) i Zbrojnych Komórek na rzecz Autonomii Ludowej (NAPAP). Jej przywódcami byli Jean-Marc Rouillan, Nathalie Menigon, Régis Schleicher i André Oliver. AD specjalizowała się w zamach bombowych, uważa się, że odpowiada ona za ponad 80 ataków z użyciem materiałów wybuchowych.
Pierwszą akcją grupy było ostrzelanie siedziby związku pracodawców CNPF w Paryżu. Zamach miał miejsce 1 maja 1979 roku. We wrześniu 1979 roku bojówkarze zorganizowali całą serię zamachów. W połowie miesiąca w Paryżu zdetonowali oni kilka ładunków wybuchowych. 15 września terroryści zdetonowali bomby przy zewnętrznych ścianach budynków ministerstwa pracy i ministerstwa zdrowia. Dzień później aktywiści umieścili bombę w budynku przedsiębiorstwa „Sonacotra” i ostrzelali z pistoletów maszynowych fasadę ministerstwa pracy. W serii zamachów nikt nie zginął.
Druga seria zamachów zorganizowanych przez AD miejsce miała w lutym 1980 roku. Celem ataków Akcji Bezpośredniej były budynki instytucji państwowych. Bombę zdetonowano między innymi pod siedzibą kontrwywiadu Direction de la Surveillance du Territoire. W drugiej serii zamachów nie odnotowano żadnych ofiar śmiertelnych. Zamachy nie zyskały większego rozdźwięku w mediach; również policja pomniejszała ich znaczenie. Brak zainteresowania opinii publicznej sprowokował AD do podjęcia bardziej brutalnych działań.
18 marca 1980 roku Jean-Marc Rouillan i Nathalie Menigon ostrzelali z pistoletów maszynowych okna na parterze ministerstwa pomocy krajom rozwijającym się. Także tym razem obyło się bez ofiar śmiertelnych. Atak miał być protestem przeciwko neokolonialnej polityce francuskiego rządu w Afryce. Świadkowie ataku zapamiętali numery rejestracyjne samochodu, jakim poruszali się sprawcy. Informacja ta umożliwiła przeprowadzenie obławy na terrorystów, która odbyła się kilka dni po strzelaninie. Aresztowanych zostało 28 osób, przeciwko 17 z nich wniesiono oskarżenie do sądu. Wśród zatrzymanych nie znalazł się żaden z liderów AD.
Pozostający na wolności terroryści kontynuowali działalność. 28 marca 1980 roku podłożyli bombę pod budynek specjalnego oddziału żandarmerii w Maisons-Alfort. 15 kwietnia za pomocą ręcznej wyrzutni rakiet ostrzelali dwa budynki należące do ministerstwa transportu. W zamachach nikt nie zginął, ani nie został ranny, jednak straty materialne poniesione przez państwo były znacznie większe niż przy poprzednich atakach. Do końca 1981 roku policja ujęła większość terrorystów (wśród nich Rouillan i Menigon), tym samym kończąc pierwszą fazę działalności AD.
W pierwszej fazie Akcja Bezpośrednia nie zabiła żadnego człowieka. Skutkowało to łagodnym stosunkiem rządu do osadzonych przedstawicieli formacji. W sierpniu 1981 roku Zgromadzenie Narodowe przegłosowało amnestię dla terrorystów. Rządząca koalicja socjalistów i komunistów uznała, że decyzja o amnestii nie dopuści do dalszej radykalizacji bojowników i skłoni ich do zawieszenia broni. Decyzja o amnestii została mocno skrytykowana przez kręgi konserwatywne i prawicowe. Prawica obawiała się, że mimo dobrej woli rządzących dojdzie jednak do radykalizacji AD.
Zwolnieni z więzień bojówkarze przez pierwsze miesiące nie powrócili do działalności terrorystycznej. Kryminalna działalność aktywistów AD ograniczyła się do plądrowania luksusowych sklepów czy aktów wandalizmu. Członkowie formacji na nowo sięgnęli po terroryzm w grudniu 1981 roku. Czynnikiem, który bezpośrednio wpłynął na powrót do terroryzmu, było nawiązanie kontaktów z działającymi we Francji organizacjami arabskimi, szczególnie bliskie relacje łączyły AD z Frakcjami Armii Libańskich Rewolucjonistów. Francuscy terroryści przekazali FARL broń, którą Libańczycy użyli do ataków na cele izraelskie we Francji.
1 sierpnia 1982 roku Akcja Bezpośrednia po raz pierwszy od amnestii przyznała się do aktu terroryzmu politycznego. Wtedy to jej bojownicy ostrzelali samochód ochroniarza ambasady Izraela w Paryżu. 11 sierpnia terroryści podłożyli bombę w izraelskiej firmie importowej „Citrus”, w eksplozji ciężko ranny został przechodzień. Służby do walki z AD zmobilizował wywiad udzielony przez jednego z liderów grupy, w którym publicznie pochwalił on zamach bombowy przeprowadzony przez terrorystów arabskich na żydowską restaurację (zginęło w nim 6 osób). Działalność AD ponownie została zakazana co doprowadziło do wewnętrznego podziału formacji. Wewnątrz ruchu wykrystalizowały się frakcje „nacjonalistów”, „internacjonalistów” i „legalistów”, legaliści jako jedyni opowiedzieli się za zaniechaniem stosowania przemocy.
W 1983 roku Akcja Bezpośrednia zawiązała sojusz z włoskimi ruchami terrorystycznymi. AD zapewniała włoskim terrorystom schronienie, w zamian otrzymując za to pomoc przy organizowaniu zbrojnych operacji. 31 maja 1983 roku członkowie Akcji Bezpośredniej i włoskiej Komunistycznej Organizacji Wyzwolenia Proletariatu (COLP) zastrzelili w Paryżu dwójkę policjantów. W 1983 roku fundusze obu grup zostały poważnie zwiększone dzięki serii napadów na banki. W 1984 roku w ręce policji wpadł Régis Schleicher, koordynator współpracy AD i COLP. Mniej więcej w tym samym czasie AD nawiązała kontakt z zachodnioniemiecką Frakcją Czerwonej Armii (RAF), współpraca polegała głównie na organizacji zamachów na amerykańskich żołnierzy w RFN i obiekty przemysłu zbrojeniowego.
25 stycznia 1985 roku aktywiści AD i RAF-u zamordowali generała René Audrana. 8 sierpnia 1985 roku terroryści z AD i RAF-u zabili amerykańskiego żołnierza i przeniknęli do amerykańskiej bazy lotniczej we Frankfurcie nad Menem. Bojownicy umieścili w niej ładunek wybuchowy o wadze 50 kilogramów, na skutek jego detonacji zginął żołnierz i cywil.
16 maja 1986 roku zaatakowana zostaje kwatera Interpolu w St. Cloud, 9 lipca w zamachu na paryską prefekturę policji ginie jedna osoba a 22 zostają ranne. 17 listopada 1986 roku Menigon zabiła strzałem w głowę szefa Renault Georgesa Besse. 15 grudnia OAD usiłuje zabić byłego ministra sprawiedliwości Alaina Peyrefitte’a .
Działalność organizacji zakończona została 21 lutego 1987 roku. Wtedy to policja aresztowała jej przywódców. Pośród schwytanych terrorystów znaleźli się Rouillan i Menigon, którzy otrzymali dożywotnią karę pozbawienia wolności.

## Relacje z innymi grupami terrorystycznymi
Udokumentowane zostały kontakty pomiędzy Akcją Bezpośrednią a Frakcjami Armii Libańskich Rewolucjonistów, Komunistyczną Organizacją Wyzwolenia Proletariatu, Frakcją Czerwonej Armii, Walczącymi Komórkami Komunistycznymi i Pierwszą Linią. AD prawdopodobnie współpracowała też z Czerwonymi Brygadami. W 1984 roku Akcja Bezpośrednia była współtwórczynią tzw. Międzynarodówki Terrorystycznej, do której weszły też ugrupowania z Belgii, RFN, Portugalii i Włoch. Członkowie koalicji określali się jako koalicję przeciwników NATO walczącą z uciskiem na świecie.

## Ideologia
Doktryna grupy była mieszaniną wątków autonomistycznych, maoistowskich i anarchistycznych.